# Adolf Kneser
Adolf Kneser (Sinh ngày 19 tháng 3 năm 1862 – mất ngày 24 tháng 1 năm 1930) là nhà toán học Đức.
Ông được sinh tại Grüssow, Mecklenburg, Đức và mất đi tại Breslau, Đức (nay là Wrocław, Ba Lan).
Ông là cha của nhà toán học Hellmuth Kneser và là ông của nhà toán học Martin Kneser.
Kneser được biết tới bởi bài chứng minh đầu tiên cho định lý bốn đỉnh áp dụng cho cho các đường cong không lồi. Định lý Kneser trên các hàm vi phân được đặt tên theo ông, được dùng để xác định xem phương trình vi phân cho trước có dao động không. Một định lý khác cũng được đặt theo tên ông là định lý Tait–Kneser trên các đường tròn mật tiếp.

## Xuất bản được chọn
- Über einige fundamentalsätze aus der theorie der algebraischen funktionen von mehreren variabeln. 1884.
- Lehrbuch der Variationsrechnung. 1900.; 2nd edition. 1925.[1]
- Die Integralgleichungen und ihre Anwendungen in der mathematischen Physik: Vorlesungen an der Universität zu Breslau. 1911.;[2] 2nd edition. 1922.[3]
- Theorie der elliptischen funktionen aus den eigenschaften der thetareihen abgeleitet by C. G. J Jacobi. 1927.
- Das Prinzip der kleinsten Wirkung von Leibniz bis zur Gegenwart. 1928.[4]